# Дзуйхицу
Дзуйхицу (буквално „по пътя на четката“) е литературен жанр в японската литература, съчетаващ в себе си белезите на есе и литературна проза. Характерно е, че няма задължителна или ограничена фабулна рамка. В него се пресъздава мига на впечатлението от събитието, на видяното и чутото, на емоцията. Най-известните произведения в този жанр включват „Записки под възглавката“ (枕草子) на Сей Шонагон, „Ходжоки“ (方丈記) на Камо но Чьомей и „Цуредзурегуса“ (徒然草) на Йошида Кенко.